# Arthur Rimbaud
Arthur Rimbaud [aʁtyʁ ʁɛ̃bo]IPA, celým jménem Jean Nicolas Arthur Rimbaud (20. října 1854 Charleville-Mézières – 10. listopadu 1891 Marseille), byl francouzský básník, jeden z nejvýznamnějších tzv. prokletých básníků.

## Životopis
Narodil se v Charleville-Mézières v departmentu Ardennes na severu Francie. Jeho otec byl kapitán pěchoty, dobrodruh, který rodinu opustil, když bylo Arthurovi pouhých 6 let.
Rimbaud byl velmi nepřizpůsobivý, na striktní výchovu své konzervativní a nábožensky bigotní matky (zákaz vyhledávání přátel, nedostatek hraček, pravidelná účast na mších v místním kostele, odpírání jídla za špatné školní výsledky) reagoval výbuchy hněvu a častými útěky z domova. Její zacházení na něm však alespoň v raném věku zanechalo znatelné následky — v 8 letech byl tak hluboce věřícím člověkem, že když jednou zahlédl velké chlapce se při odchodu z kaple šplouchat svěcenou vodou, vrhl se na ně a začal je bít. Tímto soubojem si vysloužil přezdívku „ten hajzl pobožný“.
V roce 1870 přišel na charlevillské kolegium mladý profesor Georges Izambard, jenž Rimbauda popisuje jako zasněného, drobného a bázlivého žáčka s výbornou úpravou, čistými nehty, s úkoly obdivuhodně dobrými...
Mladý Arthur si se svým profesorem velmi rozuměl, viděl v něm takřka staršího bratra a častokrát s ním konzultoval své verše a básníky, kteří mu byli inspirací.
Na střední škole se mu dostalo takové cti, že jeho latinské verše vyšly v bulletinu Akademie v Douai. V 15 letech napsal svou první tištěnou báseň Novoroční dary sirotků, v níž lze spatřit včasné typické vlastnosti Rimbaudovy poetiky.
Šestnáctiletý Rimbaud obepisoval mnoho slavných básníků své doby, avšak nedostal buď žádnou odpověď, nebo jej zklamalo pouhé uznání (jako od Théodora de Banville); až jeho přítel, kancelářský zaměstnanec Charles Auguste Bretagne mu poradil, aby napsal Paulu Verlainovi (budoucímu vůdci symbolistického hnutí), který tou dobou vydal již dvě dobře hodnocené sbírky a vydobyl si tím pozici uznávaného literáta. 
Rimbaud poslal Verlainovi dva dopisy s několika svými básněmi, včetně notoricky známého Spáče v úvalu, ve kterém je příroda vyzvána, aby uklidnila zjevně spícího vojáka.
Verlaine byl Rimbaudem zaujat natolik, že poslal jednosměrnou jízdenku do Paříže s odpovědí: „Pojď, drahá velká duše. Čekáme na tebe, toužíme po tobě.“ Rimbaud přijel koncem září 1871 a krátce pobýval ve Verlainově domě. 
Verlainově ženě Mathilde Mauté bylo v té době sedmnáct let a byla těhotná.
V později publikovaných vzpomínkách na seznámení s Rimbaudem Verlaine vypověděl, že měl „skutečnou hlavu dítěte, baculatou a svěží, na velkém, kostnatém, poněkud nemotorném těle stále rostoucího adolescenta, “ s „velmi silným ardenským přízvukem, který byl téměř dialektem“. Jeho hlas „se výšil a klesal, jako by se lámal“.
Mezi Verlainem a Rimbaudem se brzy rozpoutal vášnivý milostný vztah. Vedli divoký, nespoutaný život buřičů, okořeněný absintem, opiem a hašišem, jenž jen prohloubil Verlainovy problematické nálady a sklony k alkoholismu. Po dvou letech konfliktů, hádek i usmiřování nakonec Mathilde podala žádost o soudní rozluku a básníkům tak nastala naprostá volnost v jejich vyvíjejícím se vztahu.
V červenci 1872 se vydali do Belgie, později do Londýna, což bylo období, jehož Rimbaud zpětně litoval. Žili z peněz od Verlainovy matky a lekcí francouzštiny. Jejich vznětlivé povahy a bohémský způsob života však vedly k řadě sporů a až teatrálně bouřlivých scén. V jedné z hádek Rimbaud ve vzteku zranil Verlaina nožem do ruky, ublížení zůstalo nenahlášeno.
Koncem června 1873 se Verlaine rozhodl vztah definitivně skončit a vrátil se do Paříže sám. Rychle však začal truchlit nad Rimbaudovou nepřítomností a dne 8. července jej telegraficky požádal, aby přijel do Grand Hôtel Liégeois v Bruselu.
Shledání dopadlo špatně, byť Rimbaud přijížděl s nadějí na usmíření. Neustále se hádali a Verlaine se uchýlil k pití. 
Ráno 10. července ve stavu psychického vypětí koupil Verlaine revolver a střelivo, v touze spáchat sebevraždu. Kolem 16:00 téhož dne mu Rimbaud oznámil, že odchází, což psychicky neunesl a „v opilosti“ dvakrát vystřelil, první rána zranila 18letého mladíka do levého zápěstí, druhá by mu byla s největší pravděpodobností osudnou, kdyby nepadl k zemi.
V návalu beznaděje z vlastního činu Verlaine utekl do vedlejšího pokoje, v němž odpočívala jeho matka. Když Rimbaud, jenž se do té doby stále zdržoval v místnosti, dorazil, podával mu revolver s hysterickou prosbou, ať jej zastřelí.
Situace se postupně zklidnila. Rimbaud ránu považoval za povrchovou, přesto si ji nechal převázat v nemocnici St-Jean. Nepodal okamžitě obvinění, ale rozhodl se Brusel opustit. Kolem 20:00 doprovodili Verlaine s matkou Rimbauda na nádraží Gare du Midi.
Cestou, podle Rimbaudova popisu, se Verlaine „choval, jako by byl nepříčetný“. Rimbaud ze strachu, že by se jej Verlaine s pistolí v kapse mohl znovu pokusit zabít, „utekl“ a „prosil policistu, aby ho zatkl“. Verlaine byl obviněn z pokusu o vraždu, podroben ponižujícímu lékařsko-právnímu vyšetření a vyslýchán ohledně jeho korespondence s Rimbaudem a povahy jejich vztahu, neboť se u něj po kapsách našly básně vyznávající lásku mladému muži. 
Kulka byla nakonec 17. července odstraněna a Rimbaud svou stížnost stáhl. Obvinění bylo zredukováno na zranění střelnou zbraní a 8. srpna 1873 byl Verlaine odsouzen ke dvěma letům vězení.
Rimbaud a Verlaine se naposledy setkali v březnu 1875 ve Stuttgartu, po Verlainově předčasném propuštění z vězení a jeho konverzi ke katolicismu. V té době již Rimbaud projevoval jisté zanevření k vlastní tvorbě, vzdal se literatury ve prospěch trvalého, pracovního života.
Vstoupil do koloniálního vojska, na Jávě dezertoval, s cirkusem prošel Švédsko a Norsko. Roku 1880 pobýval v Egyptě, poté na Kypru, odkud se vydal jako obchodní zástupce do Adenu. Zde se u něj v únoru 1891 vyvinula artritida v pravém koleni. Místní léčebné prostředky nebyly dostačující, na popud britského lékaře byl tedy deportován zpět do Francie, avšak sám lékař mylně diagnostikoval tuberkulózní synovitidu, a doporučil proto okamžitou amputaci.
Po příjezdu do Marseille jej přijali do Hôpital de la Conception, kde mu o týden později, 27. května, byla amputována pravá noha, což Rimbaud velice těžce nesl. Pooperační diagnóza byla určena na rakovinu kostí.
Sklonek života plánoval prožít na rodinné farmě v Roche, nakonec se však přece jen pokusil vrátit zpět do Afriky. Cestou se jeho zdravotní stav zhoršil natolik, že nemohl pokračovat a bylo nutno jej opět ubytovat v marseillské nemocnici, kde strávil zbytek života za přítomnosti své sestry Isabelle ve velkých bolestech, jimž zcela podlehl 10. listopadu 1891 ve věku pouhých 37 let.

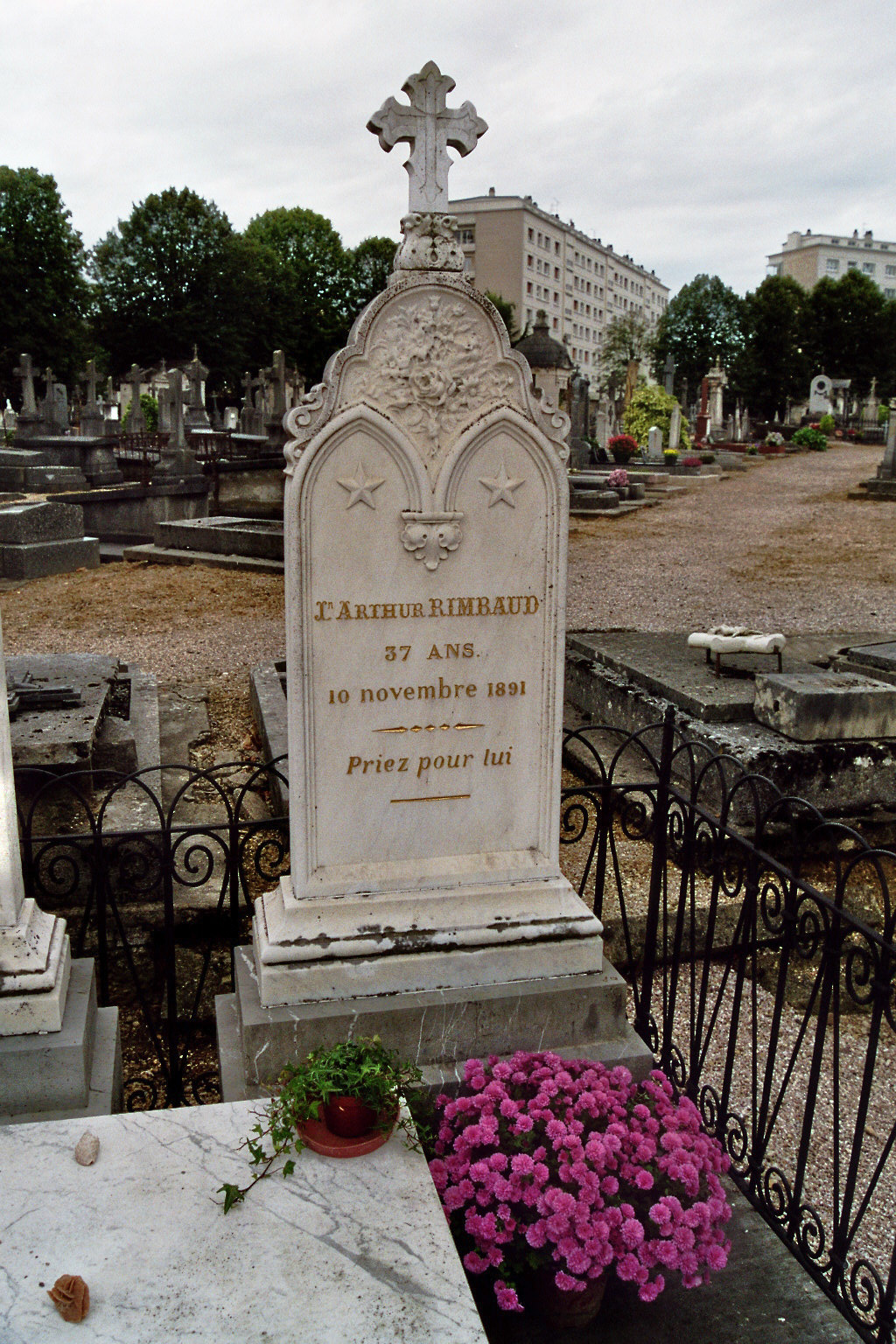
Hrob Arthura Rimbauda na hřbitově v rodném Charleville-Mézières. Nápis zní Priez pour lui („Modlete se za něj“).

Byl pochován na hřbitově 'Cimetière de Charleville-Mézières' vedle sestry Vitalie.

### Pobyt v Etiopii (1880-1891)
Rimbaud se v roce 1880 usadil v Adenu v Jemenu jako hlavní zaměstnanec agentury Bardey a poté vedl agenturu firmy v Hararu v Etiopii. V roce 1884 byla jeho Zpráva o Ogadenu (na základě poznámek jeho asistenta Constantina Sotira) představena a publikována Société de Géographie v Paříži. Ve stejném roce opustil svou práci u Bardey's a stal se obchodníkem na vlastní pěst v Hararu, kde jeho obchody zahrnovaly kávu a (obecně zastaralé) střelné zbraně.
Ve stejné době se Rimbaud zabýval průzkumem a navázal blízké přátelství s guvernérem Hararu, Ras Mekonnen Wolde Mikaelem Woldem Melekotem, otcem budoucího císaře Haile Selassieho. S oficiálním vychovatelem mladého dědice udržoval přátelské vztahy. Rimbaud pracoval v obchodu s kávou. „Byl to ve skutečnosti průkopník v oboru, první Evropan, který dohlížel na vývoz oslavované kávy z Hararu ze země, kde se káva zrodila. Byl teprve třetím Evropanem, který kdy vkročil do města, a první, kdo tam podniká.“
V roce 1885 se Rimbaud z iniciativy francouzského obchodníka Pierra Labatuta zapojil do velké dohody o prodeji starých pušek Menelikovi II., králi ze Shewy. Průzkumník Paul Soleillet se zapojil počátkem roku 1886. Zbraně byly vyloděny v Tadjouře v únoru, ale nemohly být přesunuty do vnitrozemí, protože Léonce Lagarde, guvernér nové francouzské administrativy Obocku a jeho závislých částí, vydal 12. dubna 1886 rozkaz zakazující prodej zbraní. Když přišlo povolení od francouzského konzula, Labatut onemocněl a musel se stáhnout (brzy poté zemřel na rakovinu), poté Soleillet zemřel na embolii 9. října. Když se Rimbaud konečně dostal k Shewě, Menelik právě dosáhl významného vítězství a tyto starší zbraně již nepotřeboval, ale přesto využil situace a vyjednal je za mnohem nižší cenu, než se očekávalo, a také odečetl předpokládané dluhy od Labatuta. Celé utrpení dopadlo katastrofou.
V následujících letech, mezi lety 1888 a 1890, si Rimbaud založil vlastní obchod v Hararu, ale brzy se začal nudit. Hostil průzkumníka Julese Borrelliho a obchodníka Armanda Savourého. Ve svých pozdějších svědectvích ho oba popisovali jako inteligentního muže, tichého, sarkastického, tajnůstkářského tykající se jeho předchozího života, žijícího v jednoduchosti, starajícího se o své záležitosti s přesností, poctivostí a pevností.

## Dílo
Rimbaud v poezii změnil strukturu a metodu. Jeho poezie stojí na subjektivních prožitcích, především pocitu rozporu mezi umělcem a společností. Pro jeho básně je typická bohatá fantazie, odpor k měšťákům a náboženství a obdiv k revoluci.
Jeho poezie se stala základem nové poetiky. Odhaloval iluzornost pravd uznávaných společností, jež vystavil pohrdavému posměchu. Útoky proti povrchnosti, zbabělosti a všednosti společnosti postupně přerostly v nenávistnou a totální revoltu proti všem hodnotám a tabu společnosti. Rimbaudovo dílo, vycházející ze zloby, z revolty a vnitřní síly a útočilo na všechny formy tradice, ovlivnilo moderní světovou poezii, zejména symbolisty a surrealisty, beat generation a poetiku rockové hudby. Všechna jeho díla publikoval Paul Verlaine. Odhaduje se, že se asi osm jeho děl ztratilo.
- Projekt komunistické ústavy (1871)
- Sezóna v pekle (1873) – někdy též Pobyt v pekle – básně v próze, tato sbírka je označována jako vrchol jeho tvorby.
- Relikvier (1891)
- Opilý koráb – básníkova nejznámější básnická skladba. Básník se zde přirovnává ke korábu. Loď na rozbouřeném moři je samotný autor, který pluje mezi životem a smrtí. Individuum se odklání do říše fantazie, putuje říší.
- Spáč v úvalu – vylíčení přírody a mrtvého vojáka, ležícího v úvalu, s prostřeleným bokem
- Cestou bez konce
- Verše. Přebásnil Vítězslav Nezval. Praha 1956. Dostupné online.
- Dále pod jeho jménem vyšly dvě sbírky sestavené jeho přáteli : Básně a Iluminace – soubor básní v próze i ve verších